# Культура Израиля
Израильская культура — совокупность творческих достижений населения Израиля. Израильская культура имеет древнюю историю и представляет собой сплав множества субкультур различных общин, живущих в Израиле. Одной из исторических особенностей израильской культуры является использование еврейского календаря.

## История
На территории Израиля находятся 7 объектов, занесённые в список всемирного наследия ЮНЕСКО:
- Старый город Иерусалима и его стены (1981);[1]
- Крепость Массада (2001);[2]
- Старая часть города Акко (2001);[3]
- Белый город в Тель-Авиве (в стиле Баухауз) (2003);[4]
- Библейские тепе — Мегиддо, Тель-Хацор, Тель-Беэр-Шева (2005);[5]
- Дорога пряностей — руины городов пустыни в Негеве (2005).[6]
- Бахайские сады в Хайфе и Акко (2008).[7][8]

Одной из исторических особенностей израильской культуры является привязка к еврейскому календарю. Рабочие отпуска и школьные каникулы определяются еврейскими праздниками и тем, что официальным днём отдыха в Израиле является суббота — Шаббат. Согласно еврейским обычаям день начинается вечером, соответственно и Шаббат начинается вечером в пятницу и заканчивается вечером в субботу, когда израильская молодёжь спешит на дискотеки и в клубы. Фактически в Израиле полтора выходных дня: пятница является коротким рабочим днём, суббота — официальным днём отдыха.

## Музыка
Израильская музыка отражает влияние международной культуры. Йеменская музыка, хасидские мелодии, арабская музыка, клезмерская музыка, джаз, рок — всё это часть израильской сцены. Народные песни, известные как «Песни Земли Израиля», содержат тексты, связанные с опытом первых пионеров строительства еврейского государства. Среди израильских всемирно знаменитых оркестров Израильский филармонический оркестр, который действовал на протяжении 70 лет и сейчас даёт больше 200 концертов в год.
Израиль принимает участие в Евровидении почти каждый год с 1973 года. Этот конкурс израильские певцы выигрывали три раза, дважды Израиль стал местом проведения конкурса. Эйлат проводит собственный международный фестиваль каждое лето с 1983 года — Red Sea Jazz Festival.

## Национальные танцы

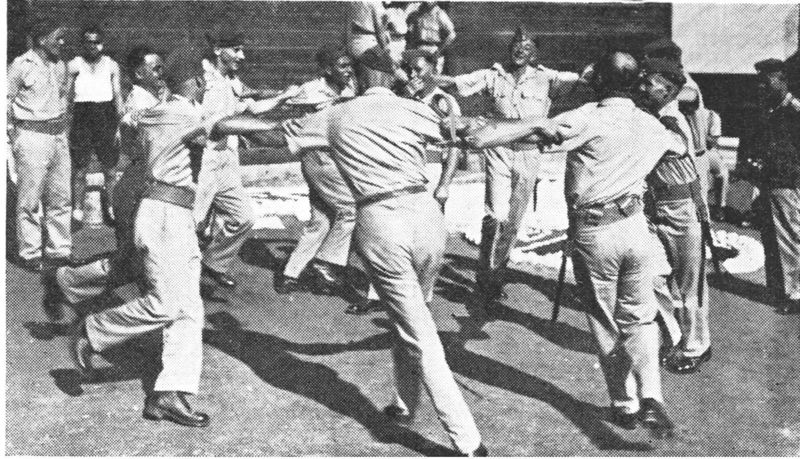
Израильская Хора.

Традиционный народный танец Израиля — Хора, первоначально был популярен в сельской местности Израиля и в кибуцах. Постепенно распространился и в города, исполняется на крупных праздниках. При большом количестве танцоров люди делают несколько кругов, один в другом. Хора может исполняться под традиционные израильские песни, хотя наиболее известным является исполнение под музыку «Хава нагила».
Танец модерн является популярным в Израиле, там есть несколько хороших израильских хореографов (таких, как Огад Нахарин, Рами Бир, Барак Маршалл и т. д.). Эти люди считаются одними из самых универсальных и оригинальных международных хореографов на сегодняшний день. Известные израильские танцевальные труппы называются: «Бат-Шева» и Kibbutz Contemporary Dance Company.
Люди приезжают со всех концов Израиля и многих других стран для того, чтобы посмотреть ежегодный фестиваль танца в Кармиэле. Первый фестиваль состоялся в 1988 году, на данный момент фестиваль танца в Кармиэле является крупнейшим праздником танца в Израиле, 5000 и более танцоров в течение трех или четырёх дней участвуют в фестивале. Около четверти миллионов зрителей приезжают в Кармиэль посмотреть на танцоров и поучаствовать в танцевальных номерах. Хореограф Йонатан Кармон основал фестиваль танца в Кармиэле, переняв опыт Гурита Кадмана, который основал Фестиваль израильского танца в кибуце Далия в 1960-х.

## Театр

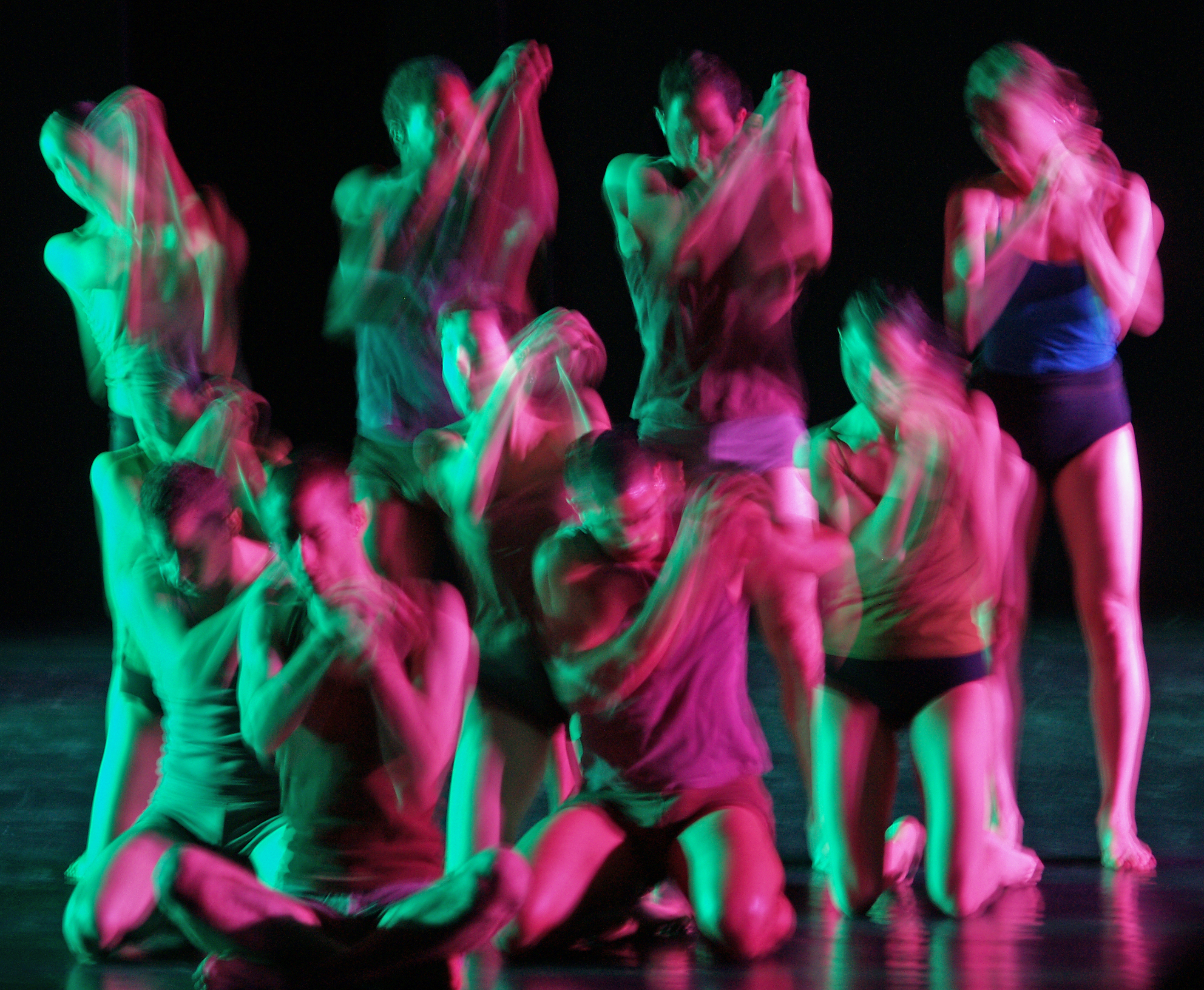
Танцевальная труппа «Бат-Шева» в Тель-Авиве

Театр также является важным аспектом культуры Израиля. Национальный театр, Габима был основан в 1909 году в польском городе Белосток, после Первой мировой войны группа перебралась в Москву. Является старейшим израильским репертуарным театром. В 1928 году театр Габима был на гастролях в Европе и руководитель театра принял решение не возвращаться в Советский Союз.
Остальные театры называются: Театр Камери, Gesher Theater (который выступает на иврите и на русском языке), Театр Хайфы.

## Кино
Израильский кинематограф в основном производит фильмы в жанре «плюралистического реализма» (кино обо всём, что происходит вокруг сегодня) Существует две известных национальных кинематографических премии. «Приз Офир» вручается Израильской киноакадемией с 1990 года и носит имя выдающегося актёра Шайке Офира. Второй — «Приз Волжина», вручается на Иерусалимском международном кинофестивале с 1989 года и носит имя американского бизнесмена Джека Волжина (с 2010 года «Приз Хаджаджа», в память об американском продюсере Р. Н. Хаджадже).
Один из наиболее известных фильмов последних лет — «Вальс с Баширом», получивший ряд международных наград, и «Ливан» — лауреат «Золотого льва» 2009 года.
В среднем в Израиле снимают 25-30 художественных фильмов в год, 300 часов телевизионных фильмов и 100 часов документального кино.

## Кухня
Неоднородный характер культуры в Израиле проявляется также в израильской кухне, в которой используются различные комбинации ингредиентов блюд. В кухне также присутствуют и блюда иммигрантов со всего мира. С момента создания государства Израиль в 1948 году, и особенно с конца 1970-х годов израильская кухня слилась с другими и продолжает адаптацию элементов различных стилей еврейской кухни, включая Мизрахим, сефардской, йеменской и ашкенази. Также в кухне используют многие пищевые продукты, которые традиционно едят на Ближнем Востоке.

## Праздники
В Государстве Израиль на государственном уровне отмечаются только еврейские религиозные и национальные праздники. По еврейскому календарю, в котором год начинается в сентябре-октябре, отмечаются также и общегосударственные праздники. В связи с этим, праздничные даты смещаются в определённых пределах год от года. Также следует учесть, что даты в еврейском календаре сменяются с заходом солнца.
Тем не менее, для верующих, принадлежащих различным религиям и религиозным конфессиям, статус праздничных дней имеют также и их религиозные и национальные праздники.
| Дата                            | Название                                            | Оригинальное название                                             | Промежуток возможных дат по Григорианскому календарю на настоящее время | Статус |
| ------------------------------- | --------------------------------------------------- | ----------------------------------------------------------------- | ----------------------------------------------------------------------- | --- |
| Тишрей 1-2                      | Еврейский Новый год                                 | ראש השנה Рош Ха-Шана                                              | 5 сентября — 5 октября                                                  | Официальный праздник (2 дня)                                                                                          |
| Тишрей 3                        | Пост Гедалии                                        | צום גדליה Пост Гедалии                                            | 6 сентября — 6 октября                                                  | Рабочий день |
| Тишрей 10                       | Судный день                                         | יום כיפור Йом-Киппур                                              | 14 сентября — 14 октября                                                | Официальный праздник, предприятия закрываются около 12 дня накануне праздника                                         |
| Тишрей 15                       | Праздник кущей (шалашей)                            | סוכות Суккот                                                      | 19 сентября — 19 октября                                                | Официальный праздник                                                                                                  |
| Тишрей 16-21                    | полупраздничные дни                                 | חול המועד סוכות Хол ха-моэд Суккот                                | 19 сентября — 19 октября                                                | Школьные каникулы, оплачиваемые отпуска в большинстве государственных учреждений, в остальных — короткий рабочий день |
| Тишрей 21                       | Ошана Раба                                          | הושענא רבא Хошана-Раба                                            | 19 сентября — 19 октября                                                | короткий рабочий день                                                                                                 |
| Тишрей 22                       | Праздник радости Торы                               | שמחת תורה/שמיני עצרת Симхат-Тора / Шмини Ацерет                   | 26 сентября — 26 октября                                                | Официальный праздник                                                                                                  |
| Хешван 12                       | День памяти Ицхака Рабина                           | יום הזיכרון ליצחק רבין День памяти Ицхака Рабина                  | 15 ноября — 15 декабря                                                  | Национальный день памяти, рабочий день                                                                                |
| Кислев 25 — Тевет 2/3           | Ханнука                                             | חנוכה Ханука                                                      | 27 ноября — 27 декабря                                                  | Школьные каникулы (7 дней), рабочие дни                                                                               |
| Тевет 10                        | День общего поминовения                             | צום עשרה בטבת Пост 10 тевета (День общего поминовения)            | 3 января — 3 февраля                                                    | Рабочий день |
| Шват 15                         | Новый год деревьев                                  | ט"ו בשבט Ту би-Шват                                               | 8 января — 8 февраля                                                    | Рабочий день |
| Адар 13                         | Пост Эсфири                                         | תענית אסתר Пост Эсфири                                            | 23 февраля — 25 марта                                                   | Школьные каникулы, рабочий день                                                                                       |
| Адар 14 (в некоторых местах 15) | Пурим                                               | פורים Пурим                                                       | 24 февраля — 26 марта                                                   | Школьные каникулы, иногда оплачиваемый отпуск                                                                         |
| Нисан 15                        | Еврейская Пасха                                     | פסח Песах                                                         | 26 марта — 25 апреля                                                    | Официальный праздник                                                                                                  |
| Нисан 16-20                     | полупраздничные дни                                 | חול המועד פסח Песах                                               | 26 марта — 25 апреля                                                    | Школьные каникулы, оплачиваемый отпуск на многих предприятиях                                                         |
| Нисан 21                        | Седьмой день еврейской Пасхи                        | שביעי של פסח Песах                                                | 1 апреля — 1 мая                                                        | Официальный праздник                                                                                                  |
| Нисан 27                        | День памяти жертв Катастрофы европейского еврейства | יום הזיכרון לשואה ולגבורה Йом Ха-Шоа                              | 7 апреля — 7 мая                                                        | Национальный день памяти, все предприятия открыты как обычно кроме увеселительных заведений                           |
| Ияр 4                           | День памяти погибших в войнах Израиля и в терактах  | יום הזיכרון לחללי מערכות ישראל ונפגעי פעולות האיבה Йом Ха-Зикарон | 14 апреля — 14 мая                                                      | Национальный день памяти, увеселительные заведения закрыты                                                            |
| Ияр 5                           | День Независимости                                  | יום העצמאות День независимости Израиля                            | 15 апреля — 15 мая                                                      | Официальный праздник                                                                                                  |
| Ияр 18                          | ЛаГ-баОмер (33 день Омера)                          | ל"ג בעומר ЛаГ-баОмер                                              | 28 апреля — 28 мая                                                      | Школьные каникулы |
| Ияр 28                          | День Иерусалима                                     | יום ירושלים День Иерусалима                                       | 8 мая — 7 июня                                                          | Иногда оплачиваемый отпуск                                                                                            |
| Сиван 6                         | Пятидесятница                                       | שבועות Шавуот                                                     | между 15 мая и 14 июня                                                  | Официальный праздник                                                                                                  |
| Тамуз 17                        | Пост 17-го Тамуза                                   | שבעה עשר בתמוז Пост 17-го Тамуза                                  | 10 июля — 10 августа                                                    | Рабочий день |
| Ав 9                            | Пост 9-го Ава (Разрушение Иерусалимского храма)     | תשעה באב Девятое Ава                                              | 5 августа — 5 сентября                                                  | Иногда оплачиваемый отпуск, увеселительные заведения закрыты                                                          |
| Ав 15                           | 15 Ава (Праздник любви)                             | ט"ו באב Ту бе-Ав                                                  | 11 сентября — 11 октября                                                | Рабочий день |

## Музеи

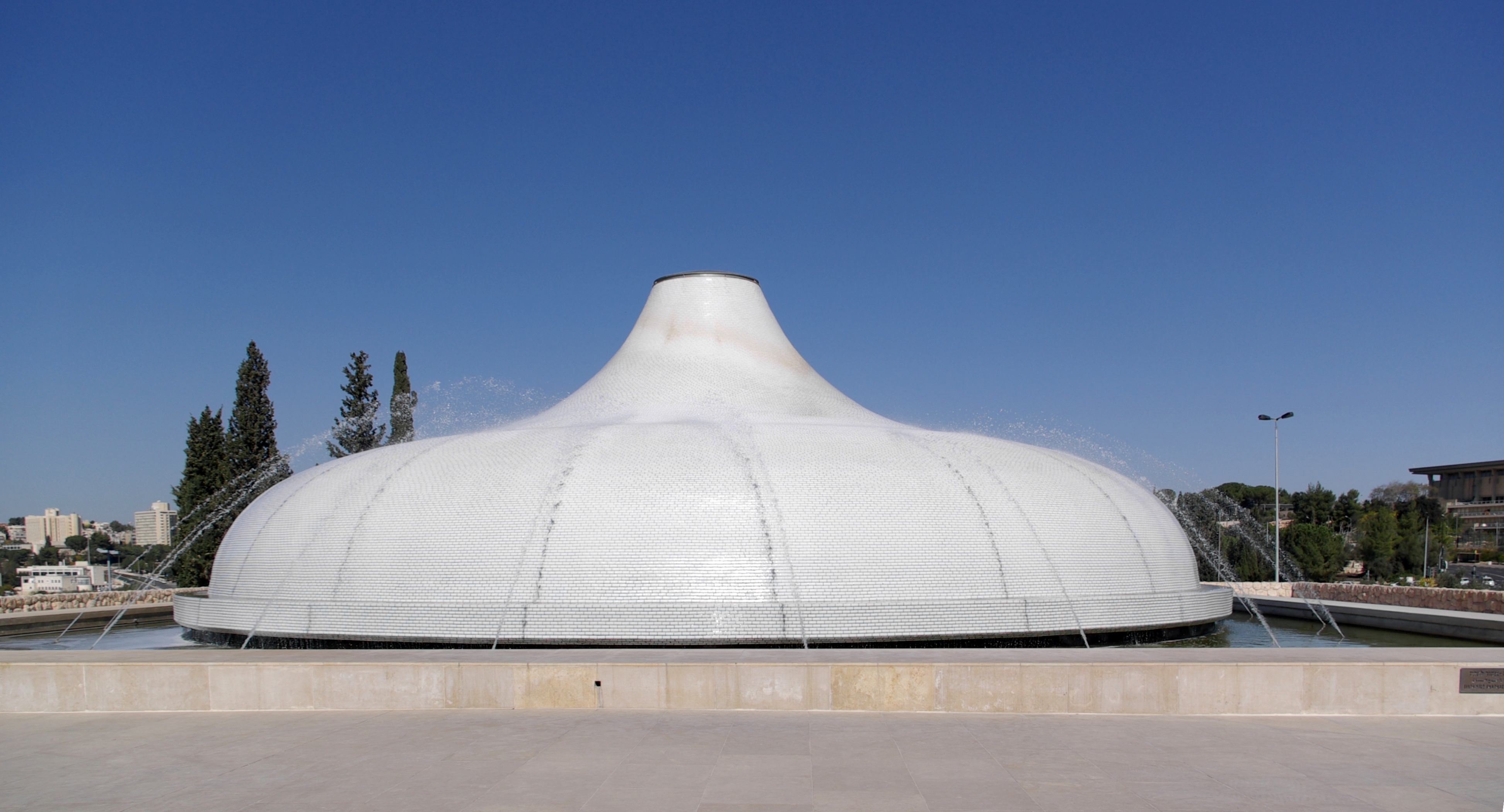
Музей Израиля

Музей Израиля в Иерусалиме является одним из самых важных культурных институтов Израиля и местом хранения Свитков Мёртвого моря, а также огромной коллекции иудаики и европейского искусства.

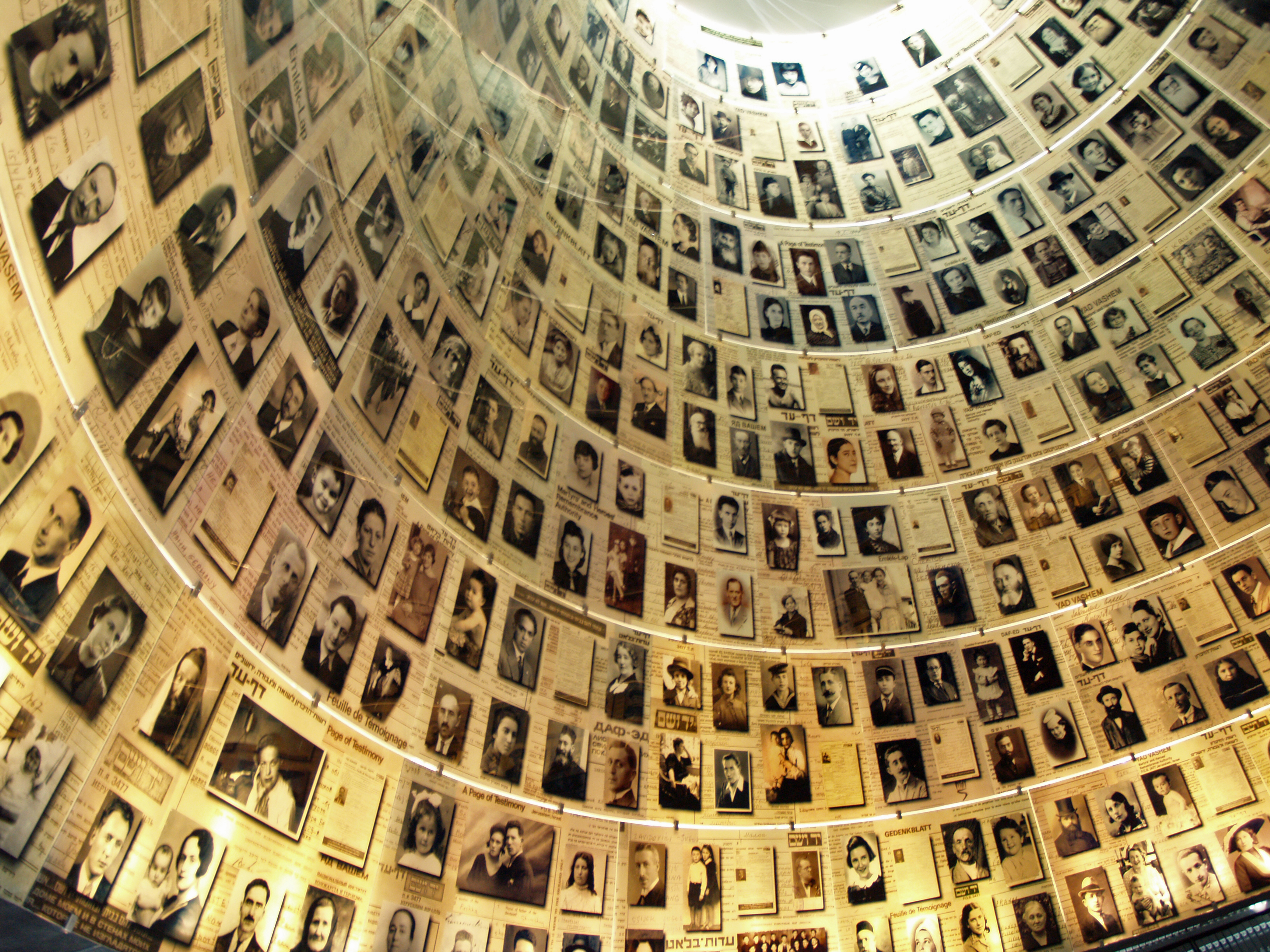
Яд ва-Шем

Музей Холокоста «Яд ва-Шем», — крупнейший в мире архив информации, посвящённой этой страшной странице в мировой истории. Музей Диаспоры в кампусе Тель-Авивского Университета — интерактивный музей, посвящённый истории еврейских общин всего мира.
В городах Цфат, Яффо и Эйн-Ход есть множество художественных галерей и музеев. Основные художественные музеи находятся в Тель-Авиве, Герцлия и Иерусалиме.
Помимо основных музеев в больших городах, также имеются высококлассные культурные заведения в городках и киббуцах. «Мишкан Ле Оманут» в киббуце «Эйн Харод Меухад» считается самой большой картинной галереей на севере страны.
По сравнению с любой другой страной Израиль имеет самое большое количество музеев на душу населения.

## Памятники
Памятники Израиля являются частью культуры Израиля. Главным памятником Израиля считается мемориальный комплекс Гора Герцля.
Огромное количество памятников посвящено воинам, павшим в войнах за Государство Израиль.
Большое количество памятников посвящено Холокосту.